# Sergueï Boulatov
Sergueï Aleksandrovitch Boulatov (en russe : Сергей Александрович Булатов) est un footballeur professionnel russe né le 21 mars 1972 à Sverdlovsk, qui est l'actuelle Iekaterinbourg.
Actif de 1989 à 2005, il a notamment évolué au poste d'attaquant au sein du Baltika Kaliningrad entre 1994 et 1998, avec qui il remporte le championnat russe de deuxième division en 1995, devenant meilleur buteur dans la foulée avec 29 buts marqués.

## Biographie

### Carrière en club
Originaire de Sverdlovsk, c'est dans cette ville qu'il effectue sa formation et intègre l'équipe locale de l'Ouralmach avec qui il fait ses débuts en troisième division soviétique en 1989. Ses deux premières années le voit disputer 75 matchs de compétition, pour douze buts inscrits. Boulatov quitte cependant sa ville natale en début d'année 1991 pour rejoindre le club voisin de l'Ouralets Nijni Taguil en quatrième division. Après y avoir marqué vingt-six buts en trente-trois matchs, il retourne en fin d'année à Sverdlovsk, mais n'y joue que très peu. Après avoir découvert la première division russe en 1992 avec deux matchs joués contre le Fakel Voronej et l'Okean Nakhodka, il fait son retour à l'Ouralets, qui évolue à présent en deuxième division et inscrit sept buts en championnat tandis que les siens terminent huitième du groupe Centre. Il rejoint l'année suivante le Zvezda Perm dans la même division et marque douze buts en trente-cinq matchs, étant principalement associé à Vladimir Filimonov qui en marque quant à lui trente-sept, contribuant ainsi à la quatrième place de l'équipe en fin de saison.
Quittant Perm en fin d'année 1993, Boulatov rallie dans la foulée le Baltika Kaliningrad. Il s'y impose rapidement comme titulaire au sein de l'attaque où il épaule notamment Dmitri Siline, le buteur attitré, qu'il aide à atteindre le total de trente-cinq buts marqués, tandis qu'il en inscrit lui-même onze. Cela ne permet cependant à l'équipe que de terminer troisième, échouant à la promotion face au Rostselmach Rostov au nombre de victoires remportées. La saison 1995 est plus positive pour le Baltika, qui domine largement le championnat et termine largement premier avec 92 points en quarante-deux matchs, tandis que le joueur inscrit quant à lui vingt-neuf buts en championnat, devenant meilleur buteur de la compétition. Il redécouvre ainsi la première division en 1996 et y inscrit douze buts, incluant notamment un triplé contre le Krylia Sovetov Samara lors de la dix-neuvième journée, ce qui le classe huitième au classement des buteurs de la saison, tandis que son équipe termine quant à elle septième en championnat.
Le début de saison 1997 le voit cependant perdre progressivement sa place de titulaire, le poussant finalement à quitter le club à la mi-saison pour rallier le Krylia Sovetov Samara. Marquant neuf buts lors de la fin de saison, il amène les siens à la septième place. Dans un scénario similaire à l'exercice précédent, Boulatov perd une nouvelle petit à petit sa place en début d'année 1998, et décide ainsi de faire son retour au Baltika pour la deuxième partie de saison. Ce deuxième passage est cependant décevant, le joueur étant à nouveau rapidement relégué sur le banc et ne pouvant empêcher la relégation du club qui termine avant-dernier et relégable à l'issue de la saison. Quittant définitivement Kaliningrad par la suite, il retrouve tout de même la deuxième division en 1999 avec le Fakel Voronej. Y retrouvant une place de titulaire, il contribue ainsi à la deuxième place et à la montée de l'équipe, avec notamment quatorze buts marqués en championnat. Il est cependant à nouveau mis de côté une fois arrivé dans l'élite, ne jouant que six matchs lors du début de saison 2000. Il est victime au mois de juin d'une attaque au poignard sur un parking, de laquelle il ressort grièvement blessé, son pronostic vital étant même engagé. Il survit finalement à cet épisode et ressort de l'hôpital deux mois plus tard, il ne joue cependant plus de la saison par la suite.
Il rejoint en 2001 le Metallourg Krasnoïarsk, avec qui il inscrit quatorze buts en deuxième division et aide le club à atteindre la neuvième place. Il est recruté l'année suivante par le Rubin Kazan, avec qui il est cependant vite mis de côté avant d'être envoyé à la mi-saison en troisième division au Terek Grozny, où il ne joue là encore que très peu, bien que remportant le groupe Sud de la compétition ainsi que la deuxième division, le Rubin remportant quant à elle ce championnat après son départ. Boulatov décide par la suite de rester en troisième division en rejoignant le Kamaz Naberejnye Tchelny en 2003. Il contribue ainsi à la victoire de l'équipe dans le groupe Oural-Povoljié en marquant dix buts en trente-quatre matchs. De retour au deuxième échelon, il dispute une grande partie de la saison 2004 avant d'être progressivement mis sur le banc l'année suivante. Il met finalement un terme à sa carrière en fin d'année 2005, à l'âge de 33 ans.

### Carrière d'entraîneur
Peu après la fin de sa carrière de joueur, Boulatov intègre l'encadrement technique du Kamaz Naberejnye Tchelny en tant qu'adjoint de Iouri Gazzaïev. Il occupe ce poste pendant deux ans entre 2006 et 2008 avant de rejoindre au début du mois de février 2009 le Dinamo Briansk où il devient entraîneur principal. Il amène notamment l'équipe à la deuxième place du groupe Centre de la troisième division. Il s'en va cependant à la fin de la saison mais ne reste pas très longtemps inactif, étant recruté dès la mi-décembre par le Volgar Astrakhan en deuxième division pour la saison 2010. Il est cependant renvoyé dès le mois de mai 2010, après n'avoir remporté que deux matchs sur dix, amenant l'équipe à une dix-septième place en championnat.
Sans activité pendant près d'un an et demi, il reprend du service en début d'année 2012 en devenant entraîneur-adjoint d'Aleksandr Pobegalov à l'Oural Iekaterinbourg. À la suite du départ de ce dernier au début du mois d'avril, Boulatov est nommé entraîneur par intérim et amène le club à la sixième place en fin de saison. Ne possédant cependant pas les diplômes nécessaires pour devenir entraîneur à plein temps, il est brièvement relégué à nouveau au rang d'adjoint avant de finalement démissionner au début du mois d'août 2012. Il rejoint par la suite le Chinnik Iaroslavl en janvier 2013, où il devient une nouvelle fois adjoint d'Aleksandr Pobegalov.
Après un an et demi à ce poste, il est recruté au début du mois de juin 2014 par l'Avangard Koursk pour y devenir entraîneur principal. Un mauvais début de saison dans le groupe Centre du troisième échelon, qui voit l'équipe se classer onzième sur seize, amène cependant à son renvoi dès le mois de décembre suivant. Inactif à nouveau jusqu'en juin 2016, il est alors engagé par le Sakhaline Ioujno-Sakhalinsk pour la saison 2016-2017. Il est cependant renvoyé dès le mois de mars 2017, peu avant la fin de la trêve hivernale.
Peu après ce départ, Boulatov est nommé au mois de juin à la tête de l'Ararat Moscou, équipe ambitieuse tout juste formée et incluant notamment des joueurs comme Marat Izmaïlov, Igor Lebedenko, Roman Pavlioutchenko ou Alekseï Rebko. Son passage est cependant très bref, l'entraîneur démissionnant dès la fin du mois de juillet après seulement deux matchs joués en championnat, citant des raisons familiales. Il retrouve ensuite le Sakhaline Ioujno-Sakhalinsk au mois de février 2018 et remporte avec lui le groupe Est du troisième échelon, remportant notamment l'intégralité des huit matchs qu'il entraîne durant son passage, qui s'achève à la fin de la saison au mois de juin.
Il retrouve la deuxième division au mois d'avril 2019 en devenant entraîneur principal du Fakel Voronej, alors relégable et luttant pour sa survie à quelques journées de la fin du championnat. Affichant un bilan d'une victoire et six matchs nuls lors des neuf derniers matchs, il ne parvient pas à éviter la descente du club qui termine finalement dix-septième. Bien que celui-ci se maintienne par la suite administrativement, Boulatov quitte finalement son poste au début du mois de juin pour diriger l'équipe arménienne de l'Ararat Erevan, d'où il démissionne dès le mois suivant pour des raisons familiales sans y avoir entraîné le moindre match.

## Statistiques

### Statistiques de joueur
| Saison                | Club                     | Championnat           | Championnat | Championnat | Coupe(s) nationale(s) | Coupe(s) nationale(s) | Total | Total |
| Saison                | Club                     | Division              | M.          | B.          | M.                    | B.                    | M.    | B.    |
| 1989                  | Ouralmach Sverdlovsk     | D3                    | 37          | 9           | -                     | -                     | 37    | 9     |
| 1990                  | Ouralmach Sverdlovsk     | D3                    | 34          | 3           | 4                     | 0                     | 38    | 3     |
| 1991                  | Ouralets Nijni Taguil    | D4                    | 33          | 26          | -                     | -                     | 33    | 26    |
| 1991                  | Ouralmach Iekaterinbourg | D2                    | 11          | 1           | -                     | -                     | 11    | 1     |
| 1992                  | Ouralmach Iekaterinbourg | D1                    | 2           | 0           | -                     | -                     | 2     | 0     |
| 1992                  | Ouralets Nijni Taguil    | D2                    | 26          | 7           | 3                     | 2                     | 29    | 9     |
| 1993                  | Zvezda Perm              | D2                    | 35          | 12          | -                     | -                     | 35    | 12    |
| Sous-total            | Sous-total               | Sous-total            | 178         | 58          | 7                     | 2                     | 185   | 60    |
| 1994                  | Baltika Kaliningrad      | D2                    | 38          | 11          | 1                     | 0                     | 39    | 11    |
| 1995                  | Baltika Kaliningrad      | D2                    | 40          | 29          | 2                     | 2                     | 42    | 31    |
| 1996                  | Baltika Kaliningrad      | D1                    | 31          | 12          | 1                     | 0                     | 32    | 12    |
| 1997                  | Baltika Kaliningrad      | D1                    | 10          | 2           | -                     | -                     | 10    | 2     |
| Sous-total            | Sous-total               | Sous-total            | 119         | 54          | 4                     | 2                     | 123   | 56    |
| 1997                  | Krylia Sovetov Samara    | D1                    | 16          | 9           | 5                     | 1                     | 21    | 10    |
| 1998                  | Krylia Sovetov Samara    | D1                    | 13          | 1           | -                     | -                     | 13    | 1     |
| 1998                  | Baltika Kaliningrad      | D1                    | 9           | 3           | 1                     | 0                     | 10    | 3     |
| 1999                  | Fakel Voronej            | D2                    | 38          | 14          | 3                     | 0                     | 41    | 14    |
| 2000                  | Fakel Voronej            | D1                    | 6           | 0           | -                     | -                     | 6     | 0     |
| 2001                  | Metallourg Krasnoïarsk   | D2                    | 29          | 14          | 1                     | 0                     | 30    | 14    |
| 2002                  | Rubin Kazan              | D2                    | 13          | 3           | 1                     | 0                     | 14    | 3     |
| 2002                  | Terek Grozny             | D3                    | 8           | 1           | -                     | -                     | 8     | 1     |
| Sous-total            | Sous-total               | Sous-total            | 132         | 45          | 11                    | 1                     | 143   | 46    |
| 2003                  | Kamaz Naberejnye Tchelny | D3                    | 34          | 10          | 5                     | 3                     | 39    | 13    |
| 2004                  | Kamaz Naberejnye Tchelny | D2                    | 33          | 7           | 1                     | 0                     | 34    | 7     |
| 2005                  | Kamaz Naberejnye Tchelny | D2                    | 12          | 5           | 1                     | 0                     | 13    | 5     |
| Sous-total            | Sous-total               | Sous-total            | 79          | 22          | 7                     | 3                     | 86    | 25    |
| Total sur la carrière | Total sur la carrière    | Total sur la carrière | 508         | 179         | 29                    | 9                     | 537   | 188   |

### Statistiques d'entraîneur
| Dinamo Briansk              | 1er février 2009 | novembre 2009    | 31  | 19 | 9  | 3  | 61,3  |
| Volgar Astrakhan            | 18 décembre 2009 | 17 mai 2010      | 10  | 2  | 3  | 5  | 20,0  |
| Oural Iekaterinbourg        | 6 avril 2012     | 31 juillet 2012  | 12  | 3  | 8  | 1  | 25,0  |
| Avangard Koursk             | 1er juin 2014    | 10 décembre 2014 | 22  | 8  | 3  | 11 | 36,4  |
| Sakhaline Ioujno-Sakhalinsk | 24 juin 2016     | 6 juin 2017      | 22  | 9  | 6  | 7  | 40,9  |
| Ararat Moscou               | 7 juin 2017      | 29 juillet 2017  | 3   | 2  | 1  | 0  | 66,7  |
| Sakhaline Ioujno-Sakhalinsk | 22 février 2018  | 30 juin 2018     | 8   | 8  | 0  | 0  | 100,0 |
| Fakel Voronej               | 5 avril 2019     | 6 juin 2019      | 9   | 1  | 6  | 2  | 11,1  |
| Ararat Erevan               | 6 juin 2019      | 29 juillet 2019  | 0   | 0  | 0  | 0  | 0,0   |
| Total                       | Total            | Total            | 117 | 52 | 36 | 29 | 44,4  |

## Palmarès
Baltika Kaliningrad
- Championnat de Russie de D2
  - Vainqueur en 1995.
  - Meilleur buteur en 1995.

 Rubin Kazan
- Championnat de Russie de D2
  - Vainqueur en 2002.